# Список музеев Стокгольма
Стокгольм — один из самых известных музейных городов мира: здесь насчитывается около 100 музеев, которые ежегодно посещают миллионы людей.

## Искусство
| Музей                                    | На шведском                                     | Изображение |
| ---------------------------------------- | ----------------------------------------------- | ----------- |
| Артипелаг                                | швед. Artipelag                                 |             |
| Шведский музей фотографии                | швед. Fotografiska                              |             |
| Миллесгорден                             | швед. Millesgården                              |             |
| Музей современного искусства             | швед. Moderna Museet                            |             |
| Музей Восточной Азии                     | швед. Östasiatiska museet                       |             |
| Национальный музей Швеции                | швед. Nationalmuseum                            |             |
| Художественный музей Свена-Харри         | швед. Sven-Harrys Konstmuseum                   |             |
| Национальный центр архитектуры и дизайна | швед. Statens centrum för arkitektur och design |             |
| Музей музыки и театра                    | швед. Scenkonstmuseet                           |             |
| Тильская галерея                         | швед. Thielska galleriet                        |             |
| Вальдемарсудде                           | швед. Prins Eugens Waldemarsudde                |             |

## Исторические музеи
| Музей                      | На шведском                                       | Изображение |
| -------------------------- | ------------------------------------------------- | ----------- |
| Королевский кабинет монет  | швед. Kungliga Myntakabinettet                    |             |
| Музей Средневековья        | швед. Medeltidsmuseet                             |             |
| Музей Средиземноморья      | швед. Medelhavsmuseet                             |             |
| Скансен                    | швед. Skansen                                     |             |
| Музей Этнографии           | швед. Etnografiska museet                         |             |
| Исторический музей         | швед. Statens historiska museum, Historiska musee |             |
| Музей лена Стокгольма      | швед.                                             |             |
| Городской музей Стокгольма | швед. Stockholm Stadsmuseet                       |             |
| Ливрусткаммарен            | швед. Livrustkammaren                             |             |
| Музей шведской армии       | швед. Armémuseum                                  |             |
| Морской исторический музей | швед. Sjöhistoriska museet                        |             |
| Музей северных стран       | швед. Nordiska museet                             |             |
| Музей Ваза                 | швед. Vasamuseet                                  |             |
| Еврейский музей            | швед. Judiska museet                              |             |
| Музей викингов             | англ. The Viking Museum                           |             |
| Шведский музей Холокоста   | швед. Sveriges museum om Förintelsen              |             |

## Технологические музеи
| Музей                               | На шведском                      | Изображение |
| ----------------------------------- | -------------------------------- | ----------- |
| Музей Нобелевской премии            | швед. Nobelmuseet                |             |
| Стокгольмская обсерватория          | швед. Stockholms observatorium   |             |
| Трамвайный музей                    | швед. Spårvägsmuseet             |             |
| Биологический музей                 | швед. Biologiska museet          |             |
| Национальный технический музей      | швед. Tekniska museet            |             |
| Шведский музей естественной истории | швед. Naturhistoriska riksmuseet |             |

## Персоналии
| Музей                | На шведском             | Изображение |
| -------------------- | ----------------------- | ----------- |
| Халльвюльский музей  | швед. Hallwylska museet |             |
| Стриндбергский музей | швед. Strindbergsmuseet |             |
| Музей ABBA           | швед. Abbamuseet        |             |

## Другие
| Музей                      | На шведском       | Изображение |
| -------------------------- | ----------------- | ----------- |
| Музей алкоголя (Стокгольм) | швед. Spritmuseum |             |
| Музей полиции              | швед. Polismuseet |             |